# Rakovice
Rakovice, tudi kratkorepci (znanstveno ime Brachyura) uvrščamo med deseteronožce, ker imajo pet parov nog hodilk. Imajo pod glavoprsje spodvihan zadek in dobro razvite klešče. Običajno imajo kratek rep (grško: βραχύ/brachy = kratek, ουρά/οura = rep) in debelo zunanje ogrodje. Znanih je 6793 vrst, ki jih najdemo v vseh svetovnih oceanih.
Rakovice so lahko velike le nekaj milimetrov (Pinnotheres pisum), Macrocheira kaempferi pa ima razpon nog do 3,8 m.

## Telesna zgradba
Njihovo oprsje je širše kot je dolgo, zato hodijo postrani. Njihov zadek je zelo zmanjšan in zadkove nožice so le pri najprimitivnejših vrstah. Izjema so samice, kjer te nožice sodelujejo pri valjenju jajčec. Oklep je črnkasto zelene barve, klešče pa so na koncu svetlejše. Oklep se deli na jasno ločene dele; na prednjem so 3 trikotni zobje in pecljate oči. Ker rakovice živijo na kopnem in v vodi, dihajo skozi škrge.

## Življenjski prostor
Rakovice živijo v morju in v celinskih vodah. Živijo predvsem na morskem dnu, ob bregovih lahko zahajajo tudi na kopno. Nekatere rakovice dobro prenaša onesnaženo vodo, zato živijo tudi v pristaniščih.

## Prehranjevanje
Rakovice se prehranjujejo z drobnimi enoceličnimi, planktonskimi algami, pa tudi z majhnimi ribami in rakci ter drugimi morskimi organizmi.

## Vedenje
Rakovica je zelo bojevita, zato včasih napade povsem brez razloga šibkejše, ki jih preseneti med levitvijo. Ob najmanjši nevarnosti se skrije v oklep in nato napade. Velikokrat se dvobojuje, med dvobojom pa drži klešče ves čas odprte in dvignjene.

## Razmnoževanje
Rakovica ima zunanjo oploditev. Semenca  samci s preoblikovanim prvim parom zadkovih nožic bodisi odložijo na prsni del samičinega oklepa, bodisi imajo le-te posebno strukturo za prevzem (spermateko) na tistem mestu. Parijo se kmalu po levitvi samic; spola se najdeta s pomočjo feromonov, pred samim parjenjem pa je pogost tudi ritual dvorjenja, ki lahko vključuje vidne (značilno mahanje s tipalnicami in kleščami, premikanje telesa ipd.) in zvočne signale (npr. praskanje ali potrkovanje po podlagi). Kmalu po parjenju samice izležejo jajčeca, ki se takrat tudi oplodijo.